# Терлецкий парк
Терлецкий парк (Терлецкая дубрава) — лесной массив площадью 141 гектар, расположенный в Восточном административном округе Москвы на территории районов Перово и Ивановское. Его границы определены улицей Металлургов, Напольным проездом, Свободным проспектом и шоссе Энтузиастов. Часть территории лесопарка — памятник садово-паркового искусства XVIII века. В парке расположены Терлецкие пруды. Рядом с парком находится Измайловский парк — особо охраняемая природная территория регионального значения.

## История
Официально парк начал существовать в 1972 году (вместе с началом строительства микрорайона Ивановское). Тогда Терлецкую дубраву выделили из Измайловского парка. Название хранит память о генерале Александре Торлецком, приобретшем и обустраивавшем эту местность (тогда подмосковную) в начале XX века. Часть аллеи (ближе к спасательной станции), которая идёт от Свободного проспекта, раньше была Владимирским трактом. В 1977—1978 годах часть парка, являющаяся памятником садово-паркового искусства XVIII века, была реконструирована.
С 1920-х годов на территории парка находилась Школа собаководства, которая располагалась  на пересечении Сапёрного и Свободного проспектов (кирпичное здание с трубами – сейчас территория в/ч 11135). Для проведения тренировок использовалась вся Терлецкая дубрава. В основном здании размещались научно-исследовательские лаборатории. В них велась научная и селекционная работа. В этой части школы были устроены вольеры и большая кухня для подготовки питания собакам, а в церкви Спаса Нерукотворного находился артиллерийский склад.
В юго-восточной части парка, около грунтовой дороги, ведущей от перекрестка Напольного и Свободного проспектов и сейчас сохранились кирпичные фундаменты двух небольших хозяйственных строений воинской части.
Начиная с 1994 года, когда на территории парка был основан Военно-патриотический клуб «Виктория», Терлецкий парк стал местом базирования экстремистской организации Русское национальное единство. По сообщениям прессы, в парке проходили еженедельные занятия по строевой подготовке и самообороне, а также раздача агитационной литературы. В декабре 1998 года, накануне Второго съезда РНЕ, власти закрыли штаб РНЕ «за нарушение пожарной безопасности».
В 2007 году была проведена реконструкция парка. Были сделаны зоны отдыха, сооружены спортивные площадки. Терлецкие пруды благоустроили.

Скульптура Салавата Щербакова «Инструктор с собакой» в Терлецком лесопарке

В 2009 году в парке были установлены две скульптуры работы Салавата Щербакова, изображающие ямщика и военного инструктора с собакой. Памятники напоминают об истории парка: на его территории сохранился фрагмент Владимирского тракта — главной старинной дороги, связывающей Москву с Владимиром, а раньше работала школа служебного собаководства Красной Армии.

## Зона отдыха «Терлецкая дубрава»
Территория Терлецкого парка разделена между ПКиО «Перовский» и ГПБУ «Мосприрода». В ведении парка «Перовский» с 2014 года находится рекреационная зона «Терлецкая дубрава» — территория площадью 10,9 гектара вокруг прудов. Вход непосредственно в «Терлецкую дубраву» находится напротив дома №7к1 по Свободному проспекту.
В 2017-18 годах общественное пространство в Терлецком лесопарке было комплексно благоустроено в рамках программы создания комфортной городской среды «Мой район». Восемь старых беседок и пергол заменили на шесть новых, с дорожек убрали бетон и заменили на гравий и прорезиненное покрытие. В парке был построен теннисный корт, площадки для игры в волейбол и баскетбол, футбольное поле. Появились 4 детские площадки. Была обустроена пляжная зона и открыта лодочная станция с прокатом оборудования.

## Природа

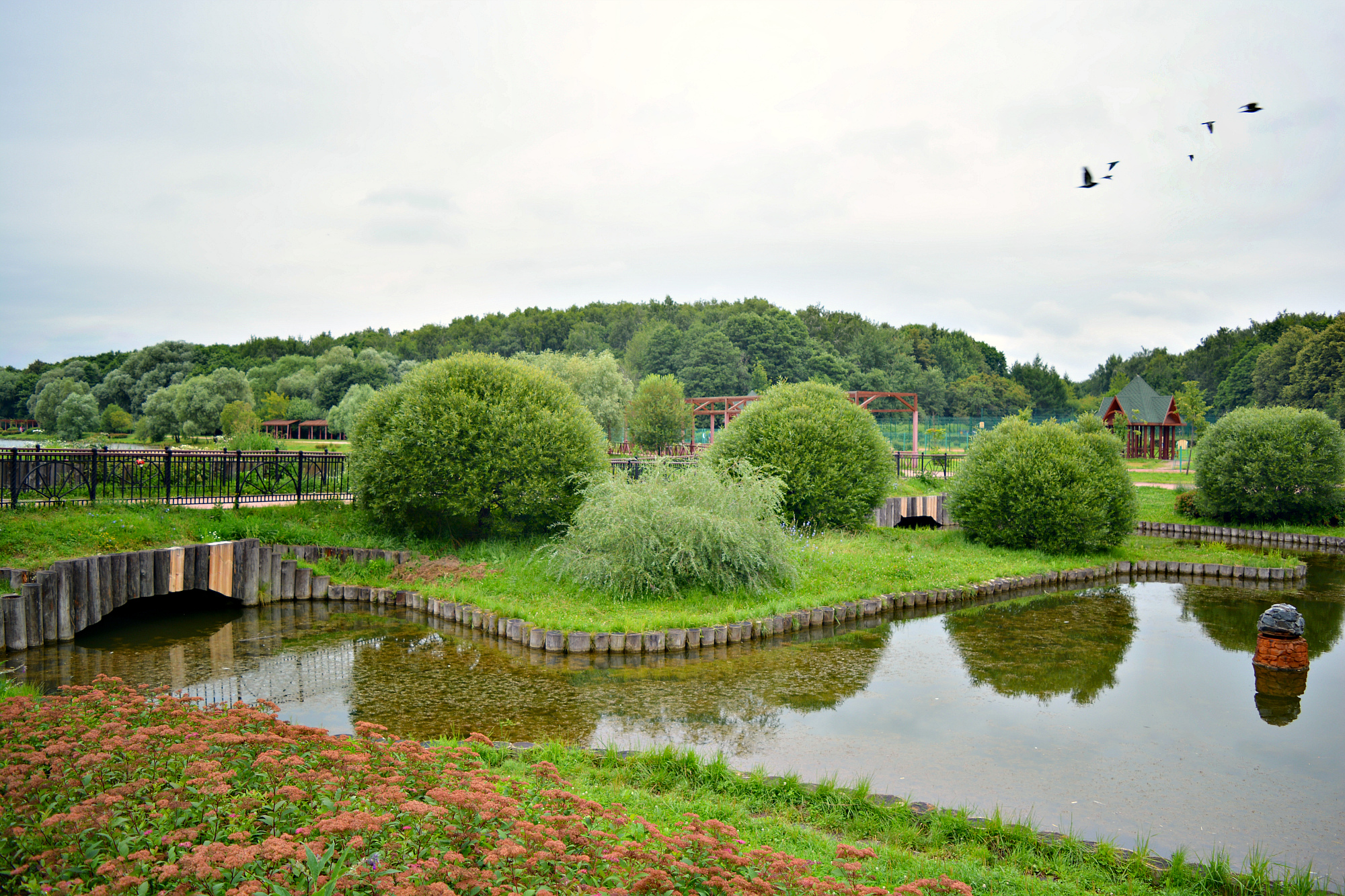
Пруды в Терлецком парке

На юго-востоке Терлецкого комплекса сохранилась реликтовая дубрава, возраст отдельных деревьев — более 300 лет. В парке преобладают деревья лиственных пород: дуб, липа, клён, берёза, ольха чёрная. Также в парке произрастают сосны. Средний возраст деревьев парка — 60 лет.
На территории парка расположен каскад из пяти Терлецких прудов на реке Черная речка (приток Серебрянки). Пруды были образованы в период с XVIII века до начала XX века. Общая площадь прудов составляет 11,6 га, средняя глубина — 2 м. Терлецкие пруды объявлены памятником природы. Летом здесь встречаются утки и нырки.
В 2012 году в Терлецкой дубраве планировали открыть мини-зоопарк с лесными животными.
Минизоопарк в итоге открыли в 2014 году. Сегодня на небольшом дворе можно погладить и покормить козочек и кроликов. Также есть конюшня и манеж. Тренеры по конному спорту предлагают индивидуальные занятия для детей и взрослых. Вход в минизоопарк расположен ближе к ул. Металлургов напротив дома 60.

## Проблемы парка
По сообщению программы Вести-Москва, в 2010 году Терлецкий парк был сильно замусорен. Регулярная уборка мусора осуществлялась только на Терлецких прудах.

## Терлецкий парк в геральдике
Две золотые дубовые ветви на гербе и флаге района Ивановское символизируют Терлецкую дубраву. 

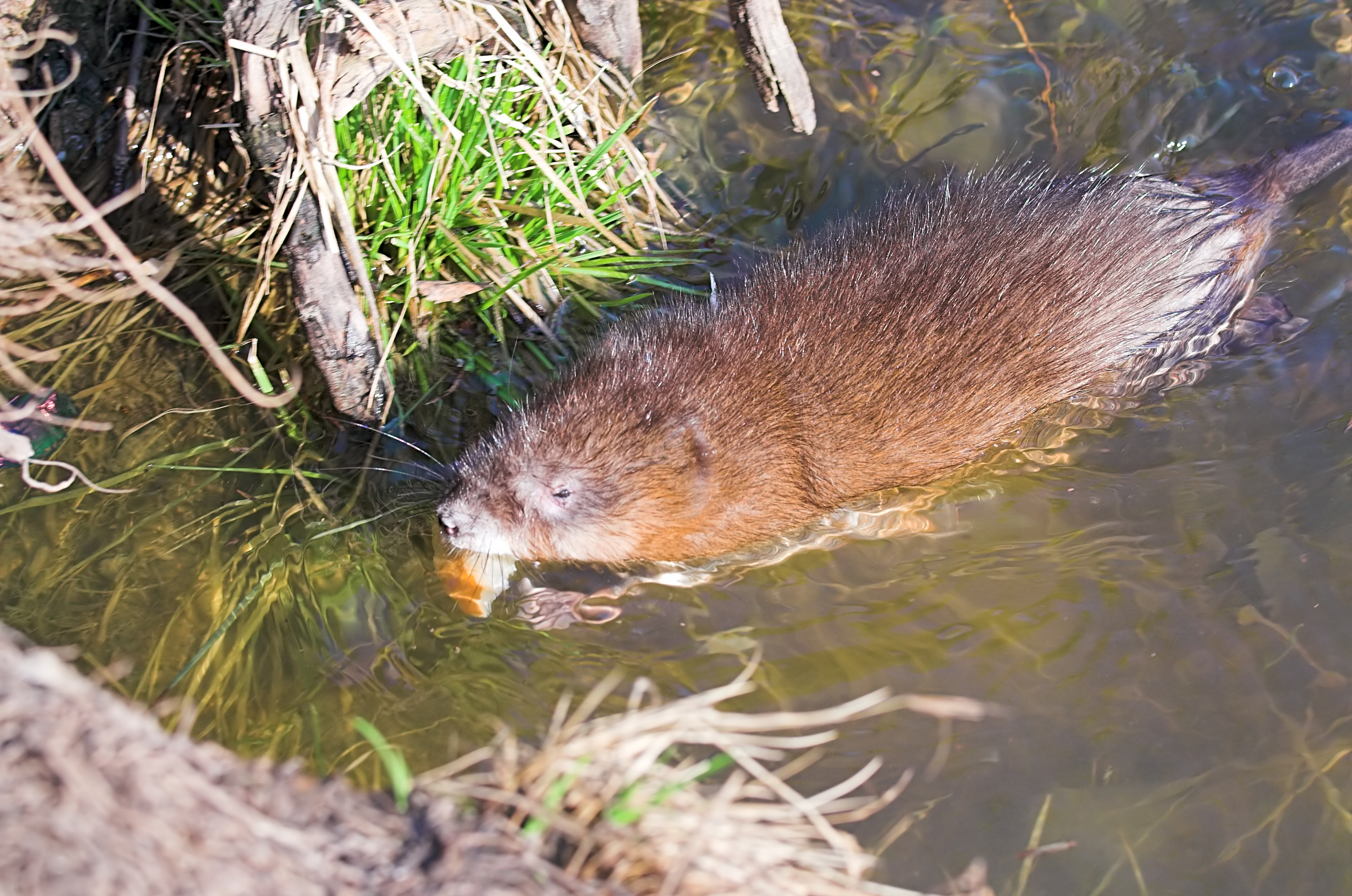
Ондатра в Терлецком парке

## Как добраться
- от метро  Новогиреево — автобусы т64, т75, 276, 505, 615, 617, 645, 776, 884;
- от метро  Перово — автобус 449;
- от метро  Партизанская — автобус 20;
- от метро  Шоссе Энтузиастов — автобусы 214, 702.